# Curculioides
Curculioides är ett släkte av skalbaggar. Curculioides ingår i familjen vivlar.
Kladogram enligt Catalogue of Life:
| Curculioides | \| \| Curculioides ansticii \| \| \| \| \| \| Curculioides prestvicii \| \| \| \| |
|              | \| \| Curculioides ansticii \| \| \| \| \| \| Curculioides prestvicii \| \| \| \| |
|              | Curculioides ansticii                                                             |
|              |                                                                                   |
|              | Curculioides prestvicii                                                           |
|              |                                                                                   |